# Dorfkirche Klein Kreutz

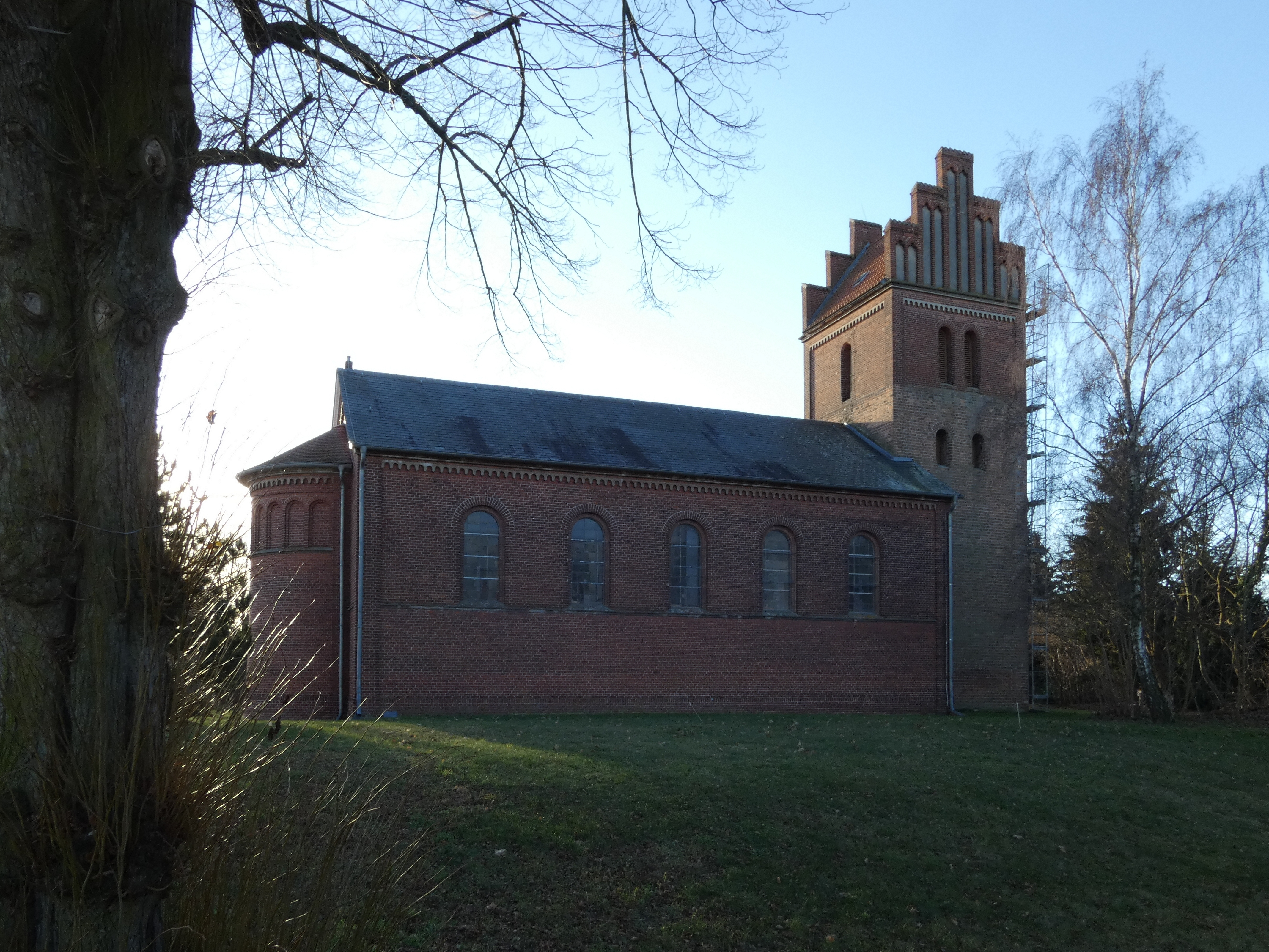
Die Dorfkirche Klein Kreutz von Norden

Die Dorfkirche Klein Kreutz ist eine Saalkirche im Ort Klein Kreutz in der Stadt Brandenburg an der Havel. Die Kirche gehört zum Pfarrbereich der Domkirchengemeinde im Kirchenkreis Mittelmark-Brandenburg der Evangelischen Kirche Berlin-Brandenburg-schlesische Oberlausitz.

## Bauwerk

### Baugeschichte

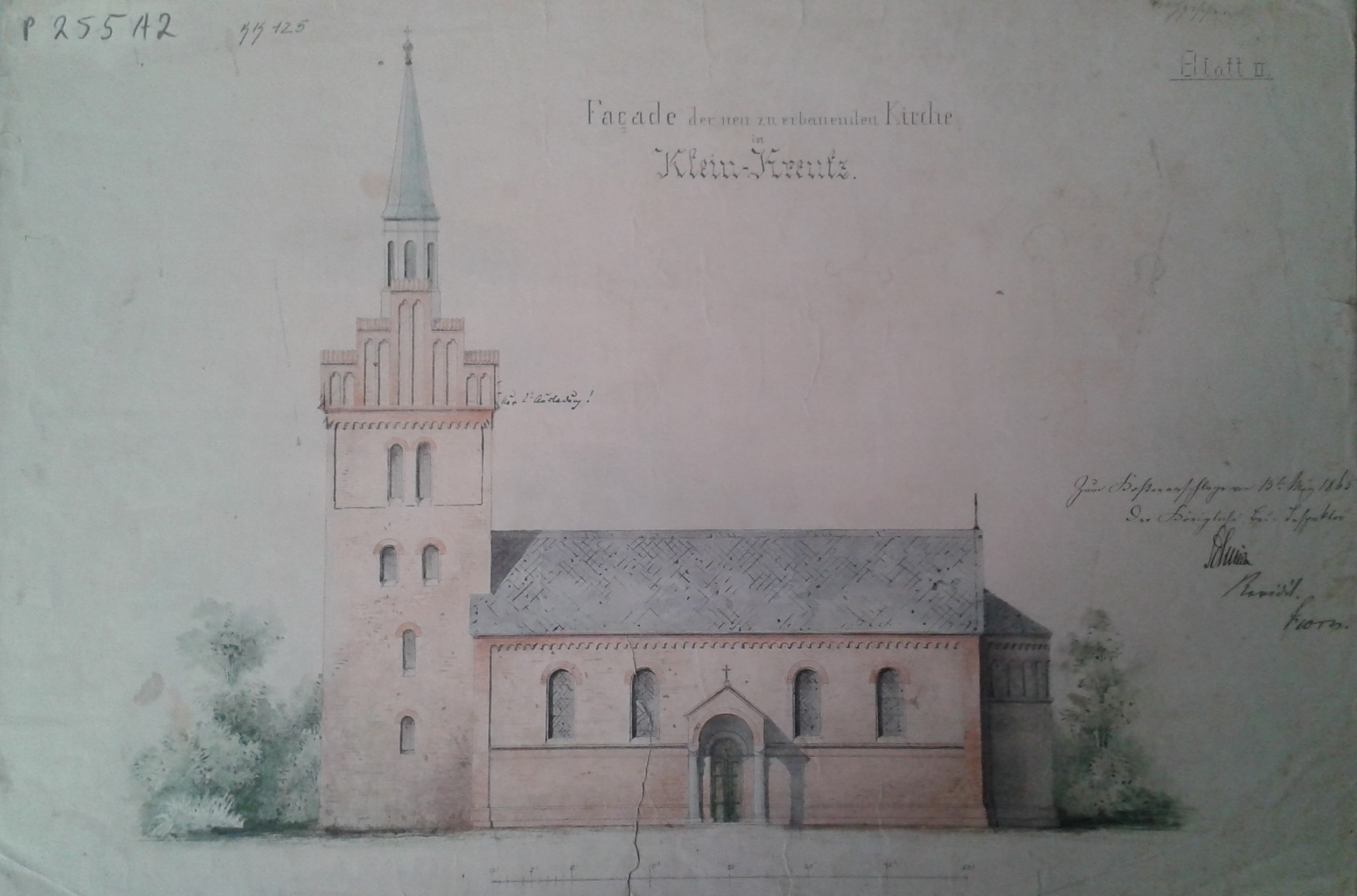
Zeichnung „Facade der neu zu erbauenden Kirche in Klein-Kreutz“, Domstiftsarchiv Brandenburg

Eine Kirche im Dorf Klein Kreutz wurde um das Jahr 1300 erstmals als Patronatskirche des Domkapitels Brandenburg erwähnt. Im 15. Jahrhundert (1463) errichtete man einen Kirchbau im Stil der Gotik. Von diesem Bau aus roten Backsteinen ist noch der untere Teil des Kirchturms erhalten. 1867 bis 1868 ersetzte man die mittelalterliche Kirche durch einen Neubau in einem historistischen Mischstil mit vielen Elementen der Neuromanik und im Bereich des oberen Turms der Neugotik. 1955 erfolgte die Aufnahme der Kirche als Baudenkmal in die Denkmalliste. Aufgrund eines Sturmschadens wurde die Kirchturmspitze in Form einer Laterne im November 1972 abgenommen. In Planung des Wiederaufbaus der Laterne gründete sich eine spenden- und fördermittelgetragene Initiative. Mitte der 1990er Jahre wurde das Dach der Kirche mit Schiefer neu eingedeckt. 2010 wurde eine 53.000 Euro teure Turmsanierung abgeschlossen. Bis 2013 wurden sämtliche Kirchenfenster in fast 20 Jahren Arbeit abschließend erneuert. Es wurden farbige Bleiverglasungen der Glaserei Schneemelcher aus Quedlinburg nach Entwürfen des Künstlers Günter Grohs aus Wernigerode verbaut.

### Außenbau

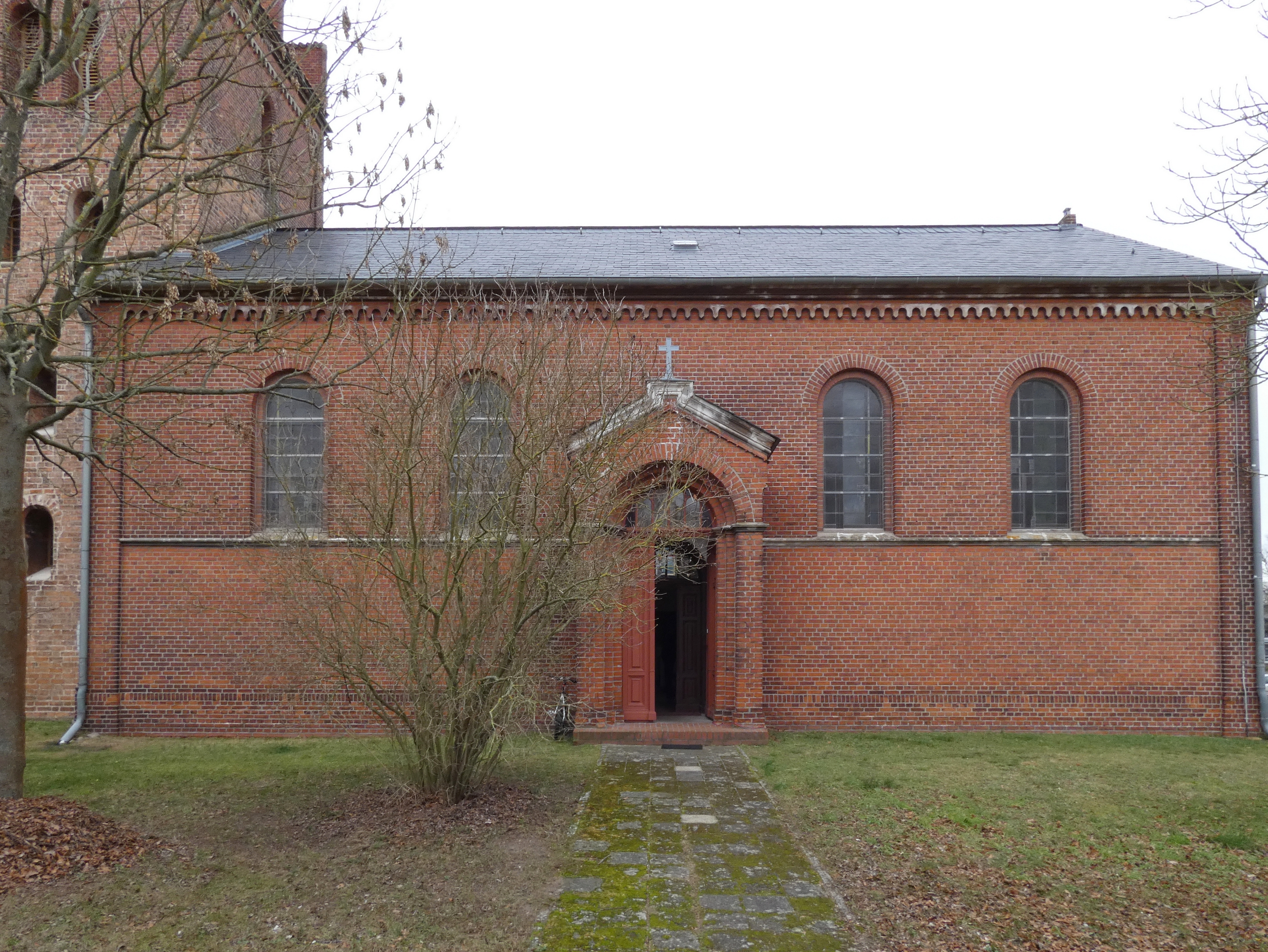
Südseite mit Portal

Der Westturm ist in seinem unteren Teil aus rotem Backstein errichtet. Auf den gotischen Stil weist das spitzbogige Westportal hin, welches jedoch nicht mehr als Hauptzugang dient. Die Fenster des Turms wurden sämtlich rundbogig verändert. Das Geschoss für den Glockenstuhl und das Dach stammen aus der Zeit des Neubaus in der Mitte des 19. Jahrhunderts. Auffällig sind nach Norden und Süden ausgerichtete Stufengiebel als neugotisches Element. Das Dach ist mit roten Dachziegeln eingedeckt. Unterhalb der Traufe findet sich ein Fries, der auch unterhalb des Dachs des Kirchenschiffs wiederzufinden ist.
Das Schiff ist wie der neuere Teil des Turms mit roten Klinkern gemauert und wie die gesamte Kirche unverputzt. Die Fenster sind große Rundbogenfenster mit moderner Bleiverglasung. An der östlichen Wand befindet sich eine halbrunde Apsis. Äußeres Schmuckelement an der Apsis ist unter anderem eine Blendarkade. Auf der Südseite befindet sich das genutzte Kirchenportal mit eigener Überdachung, auf der ein steinernes Kruzifix befestigt ist. Schiff und Portal sind mit schwarzem Schiefer eingedeckt.

## Ausstattung

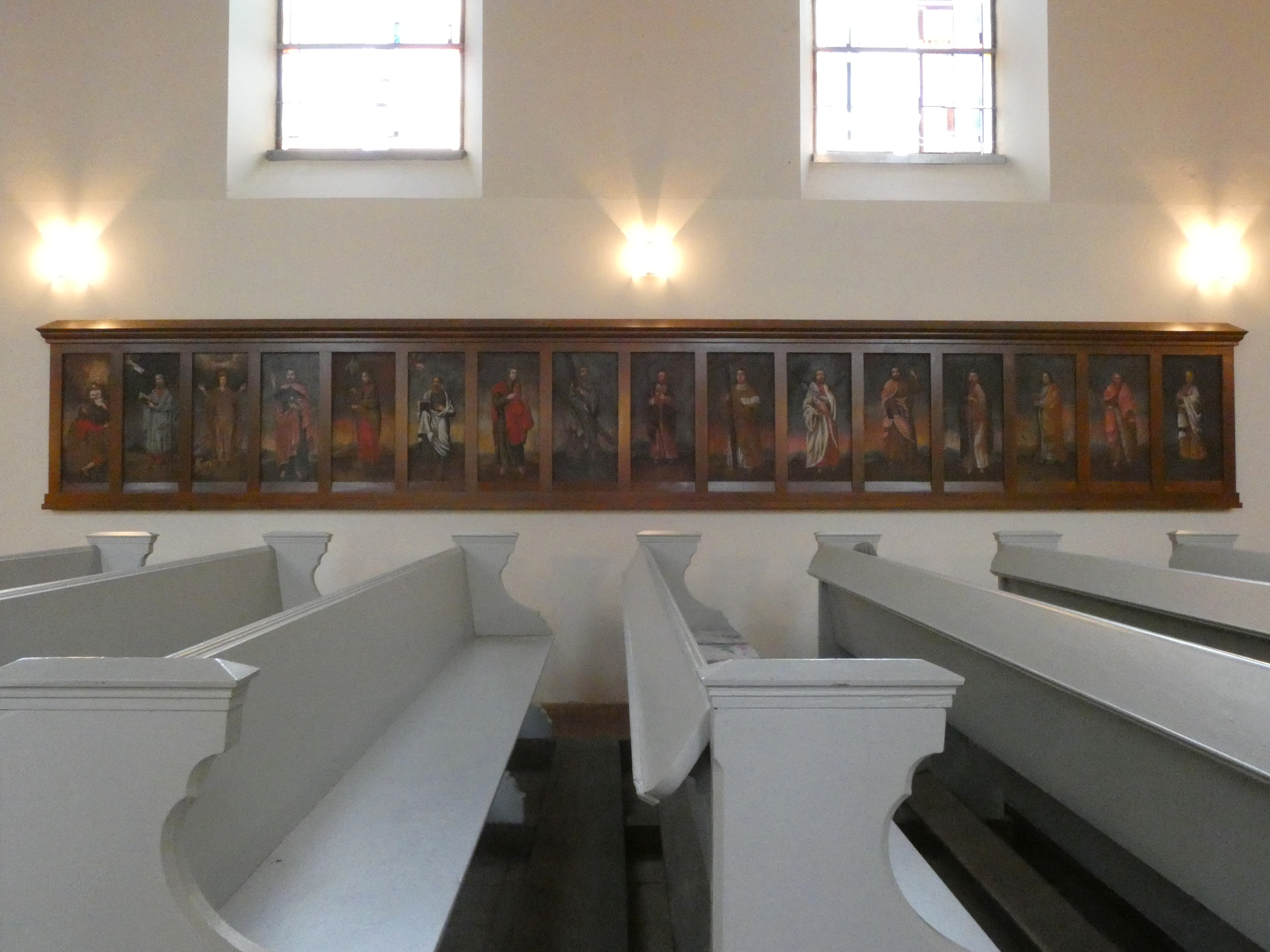
Bildtafeln an der Nordwand

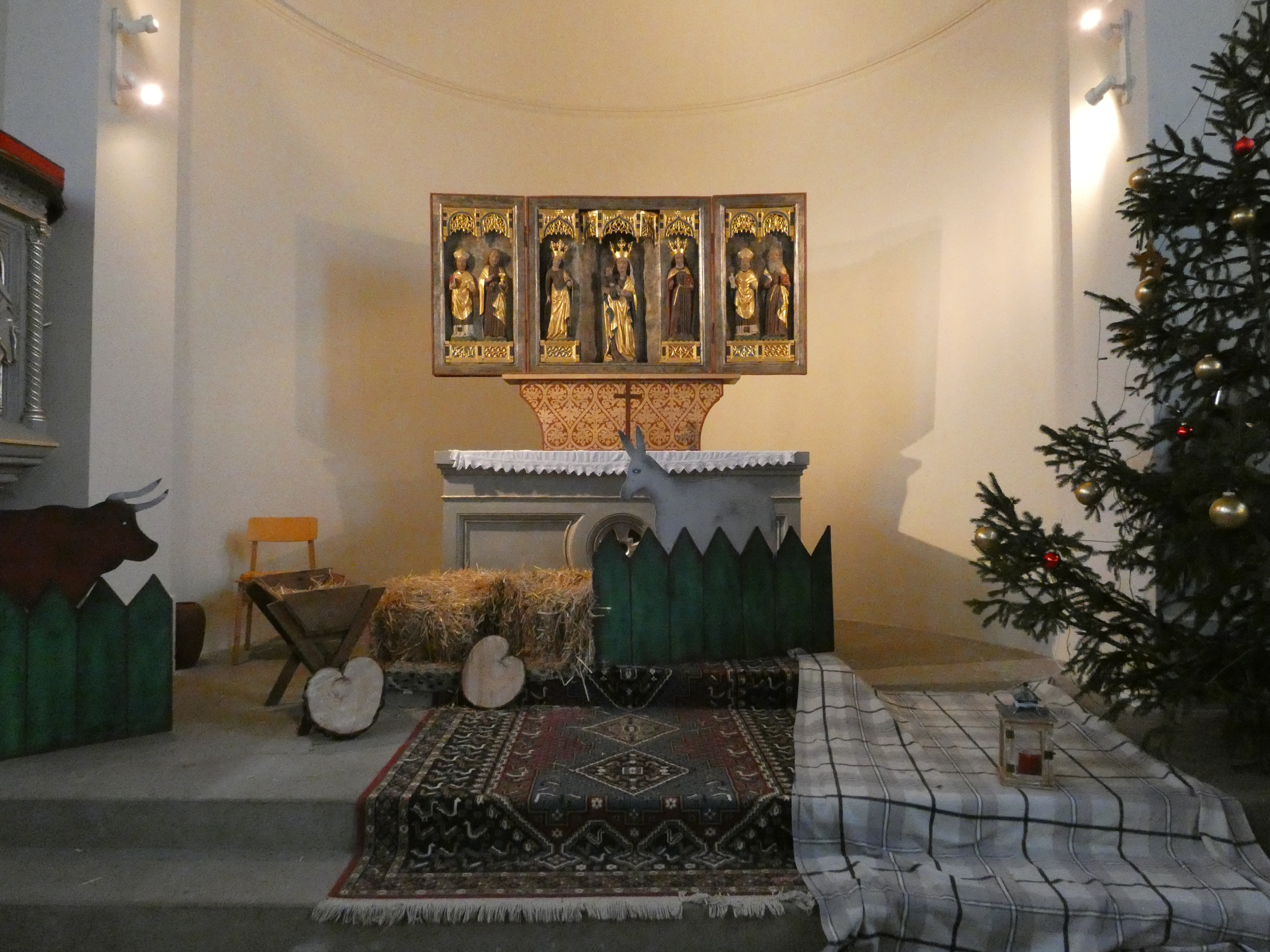
Marienaltar

An der Westwand der Kirche befinden sich seit 2017 sechzehn Tafeln, welche ursprünglich an der Brüstung der Westempore der Vorgängerkirche angebracht waren. Diese zeigen Propheten, Evangelisten und Apostel. Die Tafeln wurden im Zuge der Sanierung an der Nordwand angebracht.
In der Apsis befindet sich ein für das evangelische Brandenburg seltener Marienaltar, der ebenfalls dem Vorgängerbau entstammt. Links der Apsis befindet sich die hölzerne Kanzel, rechts das Taufbecken. Das Kirchengestühl ist schlicht gehalten. Auf der Westempore befindet sich die Orgel, die von Ferdinand Wäldner 1868 gebaut wurde. Unter der Empore wurde im 20. Jahrhundert eine Winterkirche eingerichtet und vom übrigen Innenraum mit einer verglasten Front abgetrennt.

## Kirchengelände
Die Kirche liegt im Zentrum von Klein Kreutz etwas erhaben an der Dorfstraße. Der Kirchhof wird nicht mehr als Friedhof genutzt. Auf dem Kirchhof befindet sich nördlich der Kirche ein Kriegerdenkmal für die Gefallenen des Ersten Weltkriegs.